# Advanced Cryogenic Evolved Stage
La Advanced Cryogenic Evolved Stage (ACES)—anteriormente la Advanced Common Evolved Stage— es una etapa superior de cohete propuesta para la lanzadera espacial Vulcan que usaría oxígeno líquido/hidrógeno líquido.
El concepto es de la empresa americana United Launch Alliance (ULA). Se pretende que ACES impulse el satélite hacia una órbita geosíncrona o, en el caso de sondas interplanetarias, hasta o cerca de la velocidad de escape. Otros usos alternativos incluyen una propuesta para proveer depósitos de carburante en el espacio en LEO o en el Punto L2 de Lagrange que podrían ser usados como estaciones en el camino para que otros cohetes puedan detenerse y reabastecerse de camino hacia misiones más allá de la órbita baja terrestre o interplanetarias, y para abastecer la capacidad de alta energía técnica para la limpieza de basura espacial.
En el año 2015 ULA anunció planes del concepto de transición del cohete Vulcan para que usase la segunda etapa ACES a partir aproximadamente del 2023. El Vulcan será lanzado inicialmente con un Centauro como etapa superior, desde su primer vuelo, que tendrá lugar no antes del 2019.

## Historia
Propuesto originalmente como Advanced Common Evolved Stage a finales de los años 2000, se pretendía que ACES propulsase cargas (satélites artificiales) hacia una órbita geosíncrona o, en el caso de sondas interplanetarias, hasta o cerca de la velocidad de escape. Otros usos alternativos incluían una propuesta para proveer depósitos de carburante en el espacio en órbita baja terrestre o en el punto Lagrange L2 que pudiesen ser usados como "gasolineras" para que otros cohetes parasen y se reabasteciesen en su camino más allá de LEO o en misiones interplanetarias, y para ofrecer capacidad técnica de alta energía para la limpieza de basura espacial.
En abril de 2015, después de anunciar el fin de la producción del Delta 4 Medium para 2019 y del Delta IV Heavy para mediados de los años 2020, ULA renombró esta etapa Advanced Cryogenic Evolved Stage, ya que ACES sirve como segunda etapa para un único vehículo de lanzamiento, el Vulcan, a partir de no antes de 2023.

### AdvancedCommonEvolved Stage
La idea original para la etapa común que sería una evolución de la tecnología de los cohetes Atlas y Delta -de ahí "común"- era la de usar la nueva etapa superior de alto rendimiento, en caso de que se incluyese, tanto en los vehículos de lanzamiento Atlas V y Delta IV/Delta IV Heavy.
La propuesta original de ACES iba a ser una etapa superior con un coste menor, mayor capacidad y más flexible que suplementaría, y quizás remplazaría, las existentes Centaur de ULA y Delta Cryogenic Second Stage (DCSS).
En 2009 se propone que las versiones de ACES para las etapas superiores sean impulsadas por motores RL-10 de Pratt & Whitney Rocketdyne (que pasó a ser Aerojet Rocketdyne en 2013).
La transferencia de combustible en el espacio se usó en todas las estaciones espaciales soviéticas desde la Salyut-6 en 1978 y se usa hoy en la ISS. Los esfuerzos norteamericanos de repostaje de combustible se demostraron en la misión Orbital Express de 2007 y en la Robotic Refueling Mission de 2011-2013 que elevó a Technology Readiness Level (TRL) el repostaje en órbita.
El diseño modular de ACES permitía la producción de diversas etapas de carga estándar de combustible, con múltiples longitudes normalizadas, incluyendo un diámetro de tanqye de combustible de 5 metros, "un tamaño que no se ha visto desde los años 1970". Varias variantes fueron propuestas por ULA en 2010:
- ACES 41 (etapa superior) — capacidad de 41 toneladas
- ACES 73 (etapa superior) — capacidad de 73 toneladas
- ACES 41 (contenedor) — sin motores
- ACES 73 (contenedor) — sin motores
- ACES 121 (depósito) — consiste en una etapa superior ACES 41 -para almacenamiento de LO2- y un contenedor ACES 73 -modificado para almacenamiento de LH2- con una capacidad de 121 toneladas de combustible en el espacio para el largo plazo

### AdvancedCryogenicEvolved Stage
En abril de 2015 ULA cambió el nombre de la etapa por el de Advanced Cryogenic Evolved Stage, y anunció planes conceptuales del desarrollo completo de la tecnología de ACES para el cohete Vulcan, que volaría no antes de 2023, aunque ahora planificado para 2024-25. No hay planes para desarrollar la etapa para las líneas de vehículos Atlas V y Delta 4.
Sin embargo, de la misma forma que las propuestas conceptuales iniclales de ACES, continuaría mezclando aspectos técnicos de las tecnologías y procesos de fabricación de los Delta y los Atlas, además de usar la tecnología propia de ULA llamada Integrated Vehicle Fluids para extender significativamente la capacidad de operar en el espacio de la etapa superior por un largo periodo. La tecnología del IVF emplea un sencillo motor de combustión interna para usar el vapor del combustible -comúnmente desperdiciado cuando los gases vaporizados son expedidos al espacio- para operar la etapa, incluyendo la producción de potencia, para mantener la actitud de la etapa, y mantener los tanques de combustible presurizados, eliminando la necesidad de hidrazina y helio líquido.
El motor de combustión interna para dar energía al sistema IVF del ACES será fabricado por Roush Racing.

## Diseño
El vehículo ACES está basado en un sencillo diseño modular. Se usan múltiples paneles para montar etapas de distintas longitudes. Se pueden integrar uno, dos o cuatro motores RL10. Aunque ACES puede empezar usando los sistemas pneumáticos existentes, los de aviónica y los de propulsión del Centaur y Delta, se pretende una transición hacia sistemas de menor coste y mayor capacidad basados en el concepto del sistema Integrated Vehicle Fluids (IVF). IVF elimina toda necesidad de hidrazina, helio y prácticamente todas las baterías del vehículo. Consume hidrógeno y oxígeno reciclado para producir energía, generar impulso y presurizar los tanques del vehículo. Es óptimo para operaciones de depósito ya que sólo hay que transferir oxígeno e hidrógeno líquidos y extiende el ciclo de vida de la misión de las docenas de horas actualmente hasta múltiples días.
Con la adición de un sistema de energía solar el vehículo podría permanecer indefinidamente operativo en el espacio.

## Limpieza de basura espacial
Un objetivo explícito en el diseño de ACES desde su inicio, como parte de su arquitectura de depósito espacial, ha sido utilizar la amplia durabilidad y la mayor capacidad de combustible con el objetivo de recuperar objetos abandonados para la limpieza del espacio cercano y su desorbitación. Concretamente, es un objetivo explícitamente requerido que el potencial técnico para la captura y desorbitacion de objetos abandonados se activará para proveer el enorme delta-V (cambio en velocidad) necesario para desorbitar incluso objetos pesados desde órbitas geosíncronas. Estos nuevos acercamientos ofrecen el prospecto técnico de reducir marcadamente los costes de captura y desorbitación de objetos más allá de la órbita cercana a la Tierra con la implementación de un régimen de licencias de lanzamiento de "uno arriba/uno abajo" hacia las órbitas terrestres.